# Třída Tachin
Třída Tachin byla třída korvet (někdy je uváděno šalup) thajského královského námořnictva. Byla to víceúčelová plavidla, sloužící v době míru k výcviku a naopak za války jako eskortní plavidla, či dělové čluny. Celkem byly postaveny dvě jednotky této třídy. Ve službě byly od roku 1937. Korveta Tachin byla potopena spojeneckým letectvem za druhé světové války. Její sesterskou loď čekala dlouhá poválečná služba. Roku 1995 byla zcela vyřazena a zachována jako muzejní loď v provincii Samut Prakan.

## Stavba
Dvě šalupy této třídy postavila japonská loděnice Uraga Dok v Jokosuce. Do služby byly přijaty roku 1937.
Jednotky třídy Tachin:
| Jméno    | Založení kýlu | Spuštěna | Vstup do služby | Status                                                                                      |
| -------- | ------------- | -------- | --------------- | ------------------------------------------------------------------------------------------- |
| Tachin   | 1936          | 1936     | 1937            | Dne 1. června 1945 těžce poškozena spojeneckých bombardérů B-24 Liberator. Nebyla opravena. |
| Maeklong | 1936          | 1936     | 1937            | Roku 1976 převedena k výcviku, vyřazena 1995. Muzejní loď.                                  |

## Konstrukce

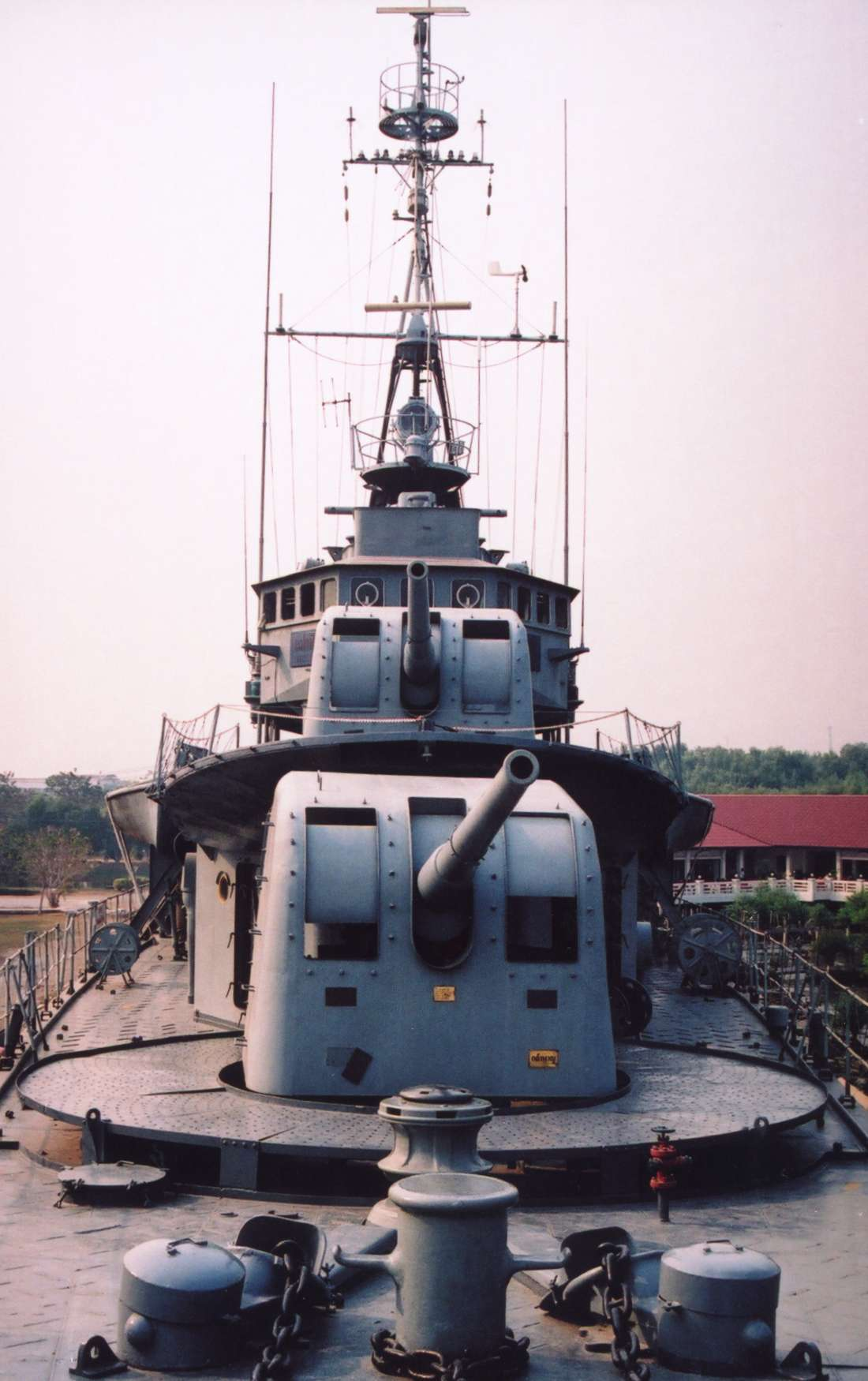
Maeklong

Výzbroj tvořily čtyři 120mm kanóny typu 3. roku, dva 20mm kanony, čtyři 7,7mm kulomety typu 92 a čtyři 457mm torpédomety. Neseny mohly být také námořní miny, popř. minolovné vybavení. Plavidla byla vybavena hydroplánem Watanabe WS-103S. Pohonný systém tvořily dva kotle Kampon a dva parní stroje o výkonu 2500 hp, pohánějící dva lodní šrouby. Nejvyšší rychlost dosahovala 17 uzlů. Dosah byl 8000 námořních mil při rychlosti 12 uzlů.

### Modifikace
V 50. letech Maeklong přestala provozovat hydroplán. Její výzbroj byla posílena o dva 40mm kanóny Bofors Mk.3. V 60. letech byly odstraněny torpédomety. V roce 1974 byly v rámci úpravy na cvičnou loď sejmuty japonské 120mm kanóny a oba původní 20mm kanóny. Naopak byly instalovány čtyři 76mm kanóny Mk.22, třetí 40mm kanón a tři nové 20mm kanóny Mk.4.